# 浦上国秀
浦上 国秀（うらがみ くにひで）は、戦国時代の武将。浦上氏の家臣。富田松山城主。

## 出自
国秀の家系は浦上氏の庶流。『紀姓堀田系図』では浦上国宗の子、他説には浦上則宗の子（弟とも）、浦上則国の一族であると伝わるが、いずれも後年作られた系図などの記録であり良質な史料の記録ではない。
浦上政宗・浦上宗景兄弟の弟に位置付ける書籍もあるが、事績からすれば明らかに彼らより年長者であり、誤りである。「近江守」の継承が行われていると推測し、浦上宗助の子、すなわち浦上村宗の弟であると位置づける説も近年浮上している。

## 略歴
享禄4年（1531年）、当主・浦上村宗が大物崩れで戦死すると、その嫡子・虎満丸（後の政宗）がその跡を継いだ。しかし、虎満丸はまだ幼少の身であり当主の役割を果たすことは不可能であったため、国秀が後見人を務めた。同年の10月28日には前年の依藤城の戦いで柳本賢治暗殺に功のあった中村助三郎に対して村宗に替わって佐々村（播磨国揖東郡佐々村）に兵粮料所の宛がうなど、村宗死後の数ヶ月で当主に相当する権力を得たことが窺える。村宗の死から10年ほどの間の浦上氏の発給文書は国秀署名の物が殆どで、言わば虎満丸が成長するまでの当主代行的な地位にあったとされている。その後、政宗が成長すると三奉行の一員として島村盛貫、角田佐家と共にこれを補佐した。
政宗が成長した天文19年（1550年）以降も重臣として権勢をふるい、天文19年以降の様々な文書に島村盛貫らと共に連署している。その後の政宗と弟の宗景が対立した際には政宗に従って出陣し宗景と争い、その後は政宗を裏切り宗景に寝返ったと伝わる。しかし、いずれも軍記物のみの記述であり出陣したという事も裏切り行為をしたという事も裏付けに至るような史料は一切見つかっていない。
浦上氏分裂後は殆ど発給書状等が無く失脚した可能性が高いが、元亀2年（1571年）12月2日付けの『善福寺文書』には国秀の名前が再び登場し、摂津国有野荘の百姓が湯山阿弥陀堂の土地を横領しているのを停め、同地を阿弥陀堂に安堵する旨を伝えた書状が当人の花押付きで残されている。この当時の国秀が摂津においてどういう立場で如何なる権限でこうした書状を発給していたのかの詳細は不明だが、晩年は播磨から離れていたようである。